# الحومرة (المسيمير)

تعديل مصدري - تعديل

الحومرة هي إحدى قرى عزلة المسيمير بمديرية المسيمير التابعة لمحافظة لحج، بلغ تعداد سكانها 192 نسمة حسب تعداد اليمن لعام 2004.